# Isla de la Tortuga (Haití)
La isla de la Tortuga (en francés, Île de la Tortue; y en criollo haitiano, Il Latòti) es una isla del mar Caribe de 37 km de largo, 7 km de ancho y 180 km² de superficie, situada al noroeste de la República de Haití, la cual posee su soberanía. Fue bautizada por Cristóbal Colón durante su primer viaje a América, haciendo referencia a que una de sus montañas asemeja la forma de una tortuga. Durante el siglo XVII fue un bastión para piratas y filibusteros que navegaban en la región. 
Forma parte de un bloque tectónico diferenciado de la isla de La Española. Es muy accidentada, con una cordillera central, una serie de terrazas orientadas al norte, suelo arenoso y con limo en la zona costera y arcilloso en las zonas más altas, que alcanzan los 450 m. La costa sur tiene playas y hermosas torres.

## Historia

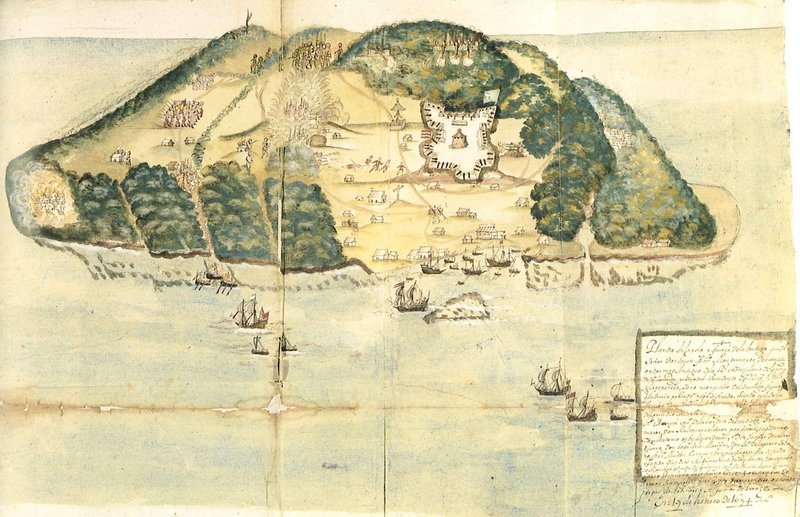
La isla de la Tortuga, mapa del siglo XVII

Colón y sus hombres alcanzaron las costas de la isla, navegando en sentido oeste-este por el estrecho que la separa de La Española, a principios de diciembre de 1492 y le puso, ya entonces, el nombre que ostenta.
Las montañas de la zona norte de la Tortuga son tan inaccesibles que se la llama Costa de Hierro. Al sur, su puerto ofrece un excelente refugio. Allí se encontraba ya en el siglo XVII un establecimiento para el tráfico de tabaco y de cuero con los bucaneros de La Española. Sin embargo, fueron las primeras capturas de los barcos españoles las que dieron a la isla su reputación de albergue de los filibusteros de todo el mar Caribe y sus proximidades. Los españoles realizaron con éxito un primer ataque en 1635, pero pronto los piratas volvieron.
En 1640, durante la Guerra franco-española (1635-1659), el enviado francés Le Vasseur tomó el control de la isla. Al mando de numerosos soldados, expulsó a los españoles establecidos allí de nuevo en 1638, lo cual fue un beneficio para los piratas, que encontraban facilidades para avituallarse de víveres y pólvora. En lugar de cargar con su botín durante varios meses de viaje, los aventureros podían dejarlo allí, y desde la isla no había más que una jornada hasta las desembocaduras de los ríos y los puertos de lo que hoy es Haití. 
El 9 de febrero de 1654 la isla y el fuerte Rocher, fueron tomados por las tropas españolas comandadas por Gabriel de Rojas y Figueroa. Pero al año siguiente fue recuperada por franceses e ingleses, aliados por la guerra anglo-española (1655-1660). Pasando a depender de la Colonia de Jamaica, conquistada en mayo de 1655 por Inglaterra. 
El 6 de junio de 1665, la Tortuga fue entregada a Bertrand d’Ogeron bajo el dominio francés. D’Ogeron había llevado vida de bucanero, tras lo cual, de 1662 a 1664, había contribuido al desarrollo de las Grandes Antillas asegurando el transporte de centenas de enrolados desde Nantes a Léogâne y Petit-Goâve. Sin embargo, los filibusteros gozaban ahora de una suerte de régimen anárquico que les dejaba libres de toda imposición y les permitía traficar a su gusto. Hasta 1670 no fue establecido el orden legal y, aunque perduraron algunos incidentes, nunca se produjo una verdadera insumisión.
El 2 de noviembre de 1802 murió en la isla el general francés Charles Victoire Emmanuel Leclerc, líder de la Expedición Militar Francesa a Saint-Domingue.
La Tortuga fue perdida definitivamente por los franceses durante la Revolución haitiana en abril de 1803.
En septiembre de 2004, tras el paso del huracán Jeanne, durante varios días, los medios de comunicación internacionales divulgaron, sin ninguna verificación, una información falsa que daba a la isla de la Tortuga como borrada del mapa.

## En la cultura popular
- En la saga de películas Piratas del Caribe, la isla es mencionada varias veces y además es visitada por varios personajes, entre ellos el capitán Jack Sparrow (interpretado por Johnny Depp), quien va allí a reclutar tripulantes para su nave, haciendo alusión al hecho de que la isla era un lugar frecuente para los piratas durante el siglo XVII.

- En el ciclo de novelas de aventuras del escritor italiano Emilio Salgari Piratas del caribe, la cual tiene como protagonista al Corsario Negro, la isla de la Tortuga es uno de los escenarios donde transcurre la historia del corsario y sus compañeros, siendo un enclave para los filibusteros del Caribe. Se la describe como amada por los más grandes piratas de los siete mares y conocida como un lugar de perdición con comida y bebida exquisita.

- La breve reconquista española de la isla a mitad del siglo XVII está narrada en la novela histórica Mar abierto (2016), de María Gudín